# Список умерших в 634 году

## Февраль
- Абу аль-Ас ибн ар-Раби, зять и сподвижник пророка Мухаммеда.

## Август
- 23 августа — Абу Бакр ас-Сиддик (60), первый праведный халиф (632—634), один из ближайших сподвижников пророка Мухаммеда и отец его жены Аиши.

## Октябрь
- 22 октября — Абу Убайд аль-Сакафи, сподвижник пророка Мухаммеда, арабский мусульманский командующий в армии Праведного халифата.
- Энфрит, король Берниции (633—634).

## Декабрь
- 18 декабря — Модест Иерусалимский, православный святой, патриарх Иерусалимский (632/33—634), до этого, местоблюститель патриаршего престола (614—628).

## Дата смерти неизвестна или требует уточнения
- Абан ибн Саид, сподвижник пророка Мухаммеда.
- Абу Дуджана, сподвижник пророка Мухаммеда.
- Айлиль Арфист, король Бреги (до 634).
- Бамшад, персидский музыкант.
- Георгий Писида, византийский писатель, поэт, гимнограф, полемист и религиозный деятель.
- Идрис Великан, правитель Мейрионита (с 580), суб-королевства, подчиненного королевству Гвинед.
- Кадваллон ап Кадван, король Гвинеда (с 625).
- Кат Иль-хан Багадур-шад, каган Восточно-тюркского каганата (620—630).
- Конгал мак Аэдо Слане, король Бреги (612—634).
- Мусайлима, согласно исламскому преданию — один из «лжепророков» (мутанабби) Аравии.
- Нишу Дулу хан, каган Западно-тюркского каганата (633—634).
- Нусайба бинт Кааб, одна из первых женщин, принявших ислам, ученица пророка Мухаммеда.
- Осрик, король Дейры (633—634 или 632—633).
- Свинтила, король вестготов (621—631).

| ← в 633 году | Список умерших в 634 году | в 635 году → |